# David Altheide
David L Althedie (*9. srpna 1945) je americký sociolog a mediální teoretik.
Třicet sedm let vyučoval na Arizonské státní univerzitě. Ve své vědecké činnosti se věnoval kvalitativní metodologii s dopadem médií na společnost. Jeho vědecký výzkum se pohyboval v oblasti masové komunikace, kvalitativních výzkumných metod, deviantního chování, sociální kontrole a propagandě a oficiálním informacím. V posledním stádiu své vědecké činnosti se věnoval hlavně třem oblastem:
- vztahu mezi médii a strachem;
- zaměřoval se na média jako na formu sociální kontroly;
- též se věnoval vývoji kvalitativních metod, zvláště etnografické obsahové analýze.

## Vybrané publikace
Celkem publikoval přes 160 vědeckých článků.
- David L. Altheide (1977). Creating Reality: How TV News Distorts Events. Sage Publications. ISBN 978-0-8039-0846-8.
- David L. Altheide; Robert P. Snow (1 August 1979). Media Logic. SAGE Publications. ISBN 978-0-8039-1296-0.
- David L. Altheide; John M. Johnson (1980). Bureaucratic Propaganda. Allyb and Bacon. ISBN 978-0-205-06716-9.
- David L. Altheide (2009). Terror Post 9/11 and the Media. Peter Lang. ISBN 978-1-4331-0365-0.
- David L. Altheide (2006). Terrorism and the Politics of Fear. Rowman Altamira. ISBN 978-0-7591-0919-3.